# Yphthimoides yphthima
Yphthimoides yphthima är en fjärilsart som beskrevs av Felder 1867. Yphthimoides yphthima ingår i släktet Yphthimoides och familjen praktfjärilar. Inga underarter finns listade i Catalogue of Life.